# ذفالة
ذَفَّالَة (الاسم العلمي: Brodiaea)، جنس نباتات دوفصية سبروتية من فُصيلة الذفاليات، ورتبة الهيلونيات.
توجد أنواع الذفالة على طول منطقة ساحل المحيط الهادئفي أمريكا الشمالية، من كولومبيا البريطانية إلى جميع أنحاء كاليفورنيا حتى شبه جزيرة باجا كاليفورنيا. وهي شائعة بشكل خاص في شمال كاليفورنيا.